# Доулл, Оуэйн
Оуэйн Доулл (англ. Owain Doull; род. 2 мая 1993 в Кардиффе, Уэльс, Великобритания) — британский профессиональный трековый и шоссейный велогонщик, выступающий за команду мирового тура «Team Sky». Олимпийский чемпион 2016 года в командной гонке преследования.Чемпион Европы по трековым велогонкам в командной гонке преследования (2013, 2014, 2015).

## Достижения

### Трек
2011
1-й  Чемпион Великобритании Командная гонка преследования
1-й Шесть дней Гента — Будущие звёзды (вместе с Саймоном Йейтсом)
2012
Чемпионат Великобритании
1-й  Чемпион Индивидуальная гонка преследования
3-й  Мэдисон (вместе с Джоржем Аткинсом)
2013
1-й  Чемпион Европы Командная гонка преследования
Кубок мира
1-й  Командная гонка преследования (Манчестер)
1-й  Скрэтч (Агуаскальентес)
3-й  Командная гонка преследования (Агуаскальентес)
2014
1-й  Чемпион Европы Командная гонка преследования
Кубок мира
1-й  Мэдисон (вместе с Марком Кристианом) (Лондон)
1-й  Командная гонка преследования (Лондон)
2015
1-й  Чемпион Европы Командная гонка преследования
2-й  Чемпионат мира Командная гонка преследования
2016
1-й  Олимпийские игры Командная гонка преследования
2-й  Чемпионат мира Командная гонка преследования

### Шоссе
2013
1-й  — An Post Rás Очковая классификация
4-й ЗЛМ Тур
2014
1-й  Le Triptyque des Monts et Châteaux Генеральная классификация
1-й Этап 3
2-й  Чемпионат Великобритании — индивидуальная гонка (U23)
4-й Тур Фландрии U23
2015
Чемпионат Великобритании
1-й  Чемпион Великобритании — Групповая гонка (U23)
2-й  Индивидуальная гонка (U23)
Флеш дю Сюд
1-й  — Очковая классификация
1-й — этапы 3 и 4
2-й Le Triptyque des Monts et Châteaux Генеральная классификация
1-й  — Очковая классификация
2-й La Côte Picarde(U23)
3-й Тур Британии — Генеральная классификация
1-й  — Очковая классификация
5-й Чемпионат мира — Индивидуальная гонка (U23)
7-й ЗЛМ Тур — Генеральная классификация
10-й Тур Нормандии — Генеральная классификация
10-й Тур Фландрии U23
2017
3-й  Чемпионат мира — Командная гонка
7-й Тур Пуату — Шаранты — Генеральная классификация
9-й Тур Британии — Генеральная классификация
2019
9-й Кэдел Эванс Грейт Оушен Роуд